# 2006 QB181
2006 QB181, também escrito como 2006 QB181, é um objeto transnetuniano que está localizado no Cinturão de Kuiper, uma região do Sistema Solar. Este corpo celeste é classificado como um provável cubewano. Ele possui uma magnitude absoluta de 6,7 e tem um diâmetro estimado com 201 km.

## Descoberta
2006 QB181 foi descoberto no dia 21 de agosto  de 2006.

## Órbita
A órbita de 2006 QB181 tem uma excentricidade de 0,040 e possui um semieixo maior de 43,687 UA. O seu periélio leva o mesmo a uma distância de 41,931 UA em relação ao Sol e seu afélio a 45,442 UA.